# Выборы в Европейский парламент в Португалии (2014)
Выборы в Европейский парламент в Португалии прошли 25 мая 2014 года. На них была избрана 7-я португальская делегация Европарламента, состоящая из 21 депутата.
По сравнению с предыдущими европейскими выборами 2009 года в результате подписания Лиссабонского договора в декабре 2009 года делегация Португалии была уменьшена с 22 до 21 депутата.

## Результаты
- Социалистическая партия — 1034249 голосов, 8 мест
- Альянс за Португалию (Социал-демократическая партия, Португальская народная) — 910647 голосов, 7 мест
- Коалиция демократического единства (Португальская коммунистическая партия, Зелёные) — 416925 голосов, 3 мест
- Партия Земли — 234788 голосов, 2 места
- Левый блок — 149764 голосов, 1 место